# Port du Marcadau
Pour les articles homonymes, voir Marcadau (homonymie).
Le port du Marcadau ou Marcadaou est un col de montagne pédestre frontalier des Pyrénées à 2 541 mètres d'altitude entre le département français des Hautes-Pyrénées, en Occitanie, et la province espagnole de Huesca, en Aragon.
Il relie les stations balnéaires de Cauterets dans les Hautes-Pyrénées et de Panticosa dans le Haut-Aragon.

## Toponymie
Le mot port signifie en gascon « porte » ou « col », c'est le pendant de puerto en espagnol.
Le nom de marcadàu, qui signifie « place de marché » en gascon, témoigne des échanges entre les deux versants de la chaîne pyrénéenne.

## Géographie
Le col est encadré par le pic Falisse (2 765 m) à l'ouest et la pointe de la Muga (2 727 m) à l'est.
Il est situé entre la France et l'Espagne sur la frontière franco-espagnole et abrite la croix frontière no 313.
On y accède l'été depuis le Pont d'Espagne (1 520 m) et la vallée du Marcadau au fond de laquelle se trouve le refuge Wallon (1 865 m). De là on traverse le gave du Marcadau pour s'engager dans le vallon du plã de Loubosso. L'ascension jusqu'au col s'effectue par un sentier signalé par des cairns. Compter 6 h pour l'aller-retour depuis le Pont d'Espagne.
Côté espagnol, le col donne accès à la vallée de Tena et plus précisément sur celle de Panticosa, creusée par le rio Caldares, un affluent du río Gállego. On y apprécie de nombreux lacs : ibones de Pecico, Bramatuero supérieur et inférieur, embalses de Bachimaña supérieur et inférieur...

### Hydrographie
Le col délimite la ligne de partage des eaux entre le bassin de l'Adour, qui se déverse dans l'Atlantique côté nord, et le bassin de l'Èbre, qui coule vers la Méditerranée côté sud.